# Infinity Engine
Infinity Engine es un motor de videojuegos que permite la creación de videojuegos de rol isométricos pausables en tiempo real.
Originalmente fue desarrollado por BioWare para un prototipo de RTS cuyo nombre clave fue Battleground Infinity, el cual fue rediseñado para la primera entrega de la serie Baldur's Gate. BioWare utilizó este motor nuevamente en las siguientes entregas de la serie.
Infinity Engine utiliza pseudo-3D sobre fondos pre-renderizados en 2D y caracteres basados en sprites. A pesar de ser gráficos bidimensionales, en Baldur's Gate II se utilizó OpenGL para acelerar el dibujado.
BioWare sucedió al Infinity Engine con el Aurora Engine.
Existe una implementación libre del motor llamada Gemrb, la cual es compatible con FreeBSD, Linux, Mac OS X, Windows, Android y AmigaOS 4.

## Videojuegos que utilizan Infinity Engine
- Baldur's Gate (1998)
  - Baldur's Gate: Tales of the Sword Coast (1999)
- Planescape: Torment (1999)
- Icewind Dale (2000)
  - Icewind Dale: Heart of Winter (2001)
  - Icewind Dale: Heart of Winter: Trials of the Luremaster (2001)
- Baldur's Gate II: Shadows of Amn (2000)
  - Baldur's Gate II: Throne of Bhaal (2001)
- Icewind Dale II (2002)
- Baldur's Gate: Enhanced Edition (2012)

- Datos: Q602983